# Ки (богиња)
Ки или Нинхурсаг је била богиња земље у сумерској митологији, главна супруга бога неба Ан. У неким легендама Ки и Ан су били брат и сестра, потомци Аншара („Небески стожер“) и Кишара („Земаљски пивот“), ранија персонификације неба и земље.

## Митологија
Ки је била богиња земље у сумерској митологија заштитница градова Адаб и Киш, богиња камените земље, способна да створи живот у подножју и пустињи. Као богиња мајка, била је заштитница рaђaња и као тугујућа мајка за својим сином, ждребетом. Ки је родила велике богове Анунаки, а један од њених је био најпознати Енлил, бог ваздуха. Према легенди, небо и земља били су некада нераздвојни све док се није родио Енлил. Који је раздвојио небо и земљу на два дела. Ки је остала на земљи, а Ан на небу. Нинхурсаг такође игра важну улогу у стварању човека.

## Култ
Поштовани од пастира северне Месопотамије. Њен главни храм обожавања био је Екур („Планинска кућа“) у Ериду. Звали су је Нинмах („Велика краљица“), Нинта („Дама са рођењем“), Мамма или Мами (мајка), Аруру, Белет Или (акад. „Дама богова“)
Иако обим дужности ове богиње није био јасно разграничен, а њен култ у каснијим периодима историје Сумера није био широко распрострањен, у давним временима краљеви и владари називали су је својом мајком. Нинхурсаг, која се појавила под разним именима - Нинтху („дама која је дала живот“), Нинмах („висока дама“) итд. - у најстаријим списковима богова стоји испред Енкија.
Очигледно се ова богиња првобитно звала Ки (земља) и сматрала се супругом бога Ан (неба), била је најдревније оличење мајке богова, родоначелница свих живих бића, заштитница плодности и усева. Мајка је богова и њене црте се налазе у многим женским божанствима.